# Pobjenik
Pobjenik falu Horvátországban Belovár-Bilogora megyében. Közigazgatásilag Csázmához tartozik.

## Fekvése
Belovártól légvonalban 28, közúton 36 km-re délnyugatra, községközpontjától légvonalban 5, közúton 6 km-re délre, Suhaja és Vrtlinska között, a Monoszlói-hegység lejtőin, a Ribnjacka-patak mentén fekszik. 

## Története
A térség török uralom alóli felszabadítása után a 17. században telepítették be. Első írásos említése 1679-ben az egyházi vizitáció okiratában történt. Szent Péternek szentelt templomát már a következő évben említik. A csázmai Mária Magdolna plébánia filiája volt. 1715-ben kísérlet történt egy önálló pobjeniki plébánia alapítására, de ez akkor mégsem jött létre. 1774-ben az első katonai felmérés térképén „Dorf Pobienik” néven szerepel. A Horvát határőrvidék részeként a Kőrösi ezredhez tartozott. 1789-ben megalapították a vrtlinskai Szent Ilona plébániát, melynek Pobjenik is része lett. Lipszky János 1808-ban Budán kiadott repertóriumában „Pobienik” néven szerepel.  Nagy Lajos 1829-ben kiadott művében ugyancsak „Pobienik” néven 134 házzal, 729 katolikus vallású lakossal találjuk. A település 1809 és 1813 között francia uralom alatt állt.
A katonai közigazgatás megszüntetése után Magyar Királyságon belül Horvátország része, Belovár-Kőrös vármegye Csázmai járásának része lett. A településnek 1857-ben 732, 1910-ben 685 lakosa volt. 1918-ban az új szerb-horvát-szlovén állam, majd később Jugoszlávia része lett. 1941 és 1945 között a németbarát Független Horvát Államhoz, majd a háború után a szocialista Jugoszláviához tartozott. 1991-től a független Horvátország része. 1991-ben teljes lakossága horvát volt. A délszláv háború idején mindvégig horvát kézen maradt. 2011-ben 215 lakosa volt, akik főként mezőgazdaságból éltek.

## Lakossága
| Lakosság változása | Lakosság változása | Lakosság változása | Lakosság változása | Lakosság változása | Lakosság változása | Lakosság változása | Lakosság változása | Lakosság változása | Lakosság változása | Lakosság változása | Lakosság változása | Lakosság változása | Lakosság változása | Lakosság változása | Lakosság változása |
| ------------------ | ------------------ | ------------------ | ------------------ | ------------------ | ------------------ | ------------------ | ------------------ | ------------------ | ------------------ | ------------------ | ------------------ | ------------------ | ------------------ | ------------------ | ------------------ |
| 1857               | 1869               | 1880               | 1890               | 1900               | 1910               | 1921               | 1931               | 1948               | 1953               | 1961               | 1971               | 1981               | 1991               | 2001               | 2011               |
| 732                | 764                | 654                | 660                | 676                | 685                | 660                | 654                | 643                | 606                | 539                | 364                | 291                | 258                | 259                | 215                |

## Nevezetességei
Szent Péter és Pál apostolok tiszteletére szentelt római katolikus temploma a 17. század közepén épült.